# Poecilostachys mollis
Poecilostachys mollis är en gräsart som beskrevs av Otto Stapf. Poecilostachys mollis ingår i släktet Poecilostachys och familjen gräs. Inga underarter finns listade i Catalogue of Life.